# Bitwa pod Aizkraukle
Bitwa pod Aizkraukle – starcie pomiędzy siłami Wielkiego Księstwa Litewskiego pod dowództwem wielkiego księcia Trojdena a rycerzami inflanckiej gałęzi zakonu krzyżackiego; miała miejsce dnia 5 marca 1279. Do bitwy doszło w pobliżu Aizkraukle (niem: Ascheraden) na terenie dzisiejszej Łotwy. Zakończyła się klęską rycerzy zakonnych, którzy stracili 71 ludzi, w tym mistrza krajowego Ernsta von Rassburg i stojącego na czele rycerstwa duńsko-estońskiego Eilarta Hoberga.
W roku 1273 zakon kawalerów mieczowych zajął należący do księcia Trojdena Dyneburg, gdzie postawiono zamek obronny. Warownia posiadała duże znaczenie strategiczne – była bazą dla łupieżczych wypraw w głąb Litwy. Wielki Mistrz liczył na to, że sprowokowany książę litewski połączy się z Zemgalami, którzy w tym czasie wzniecili powstanie przeciwko zakonowi. Tym samym pojawi się pretekst do wyprawy zbrojnej na Litwę.
Gdy wkrótce Trojden obległ zamek w Dyneburgu, zakon rozpoczął przygotowania do kampanii przeciwko Litwie. Liczono na zadanie Litwinom klęski w walnej bitwie.
Armia zakonna dotarła w rejon Kiernowa. Nie napotykając po drodze oporu rozpoczęła plądrowanie licznych, znajdujących się nieopodal wiosek. Po zakończonej pacyfikacji rycerze rozpoczęli odwrót, nie wiedząc o nadciągających w ślad za nimi siłach litewskich. Po dotarciu w rejon Aizkraukle Wielki Mistrz odesłał część obładowanych łupami wojsk do domu. Wykorzystując ten fakt Litwini uderzyli na przeciwnika, zadając mu klęskę.
W wyniku porażki zakon utracił na krótko zdobycze terytorialne z ostatnich 6 lat. Jednak już po śmierci Trojdena (zm. 1282) Litwa nie była w stanie utrzymać odbitych terenów, rozpoczęły się nowe ataki zarówno z północy ze strony zakonu kawalerów mieczowych jak i z zachodu, gdzie w siłę rósł zakon krzyżacki.